# شهرستان چییانگ
شهرستان چییانگ (به لاتین: Qiyang County) یک شهرستان‌های جمهوری خلق چین در چین است که در یونگژو واقع شده‌است. شهرستان چییانگ ۲٬۵۳۸٫۲۰ کیلومتر مربع مساحت و ۸۵۳٬۱۹۷ نفر جمعیت دارد.